# El Chapulín Colorado
El Chapulín Colorato è una sitcom messicana creata e interpretata da Roberto Gómez Bolaños per l’emittente Televisa. La prima trasmissione in Messico avvenne il 26 novembre 1970, come segmento del programma Los supergenios de la mesa cuadrada. Dal 1973 al 1979 la serie ottenne un proprio spazio autonomo, analogamente alla produzione parallela El Chavo del 8, e si concluse con un episodio finale in cui veniva espresso un ringraziamento al pubblico. In seguito, continuò ad andare in onda come segmento all'interno del programma Chespirito fino al 1992. Il titolo della serie fa riferimento a un chapulín, termine usato in Messico per indicare una particolare specie di cavalletta, di colore rosso (o "colorado").

## Trama

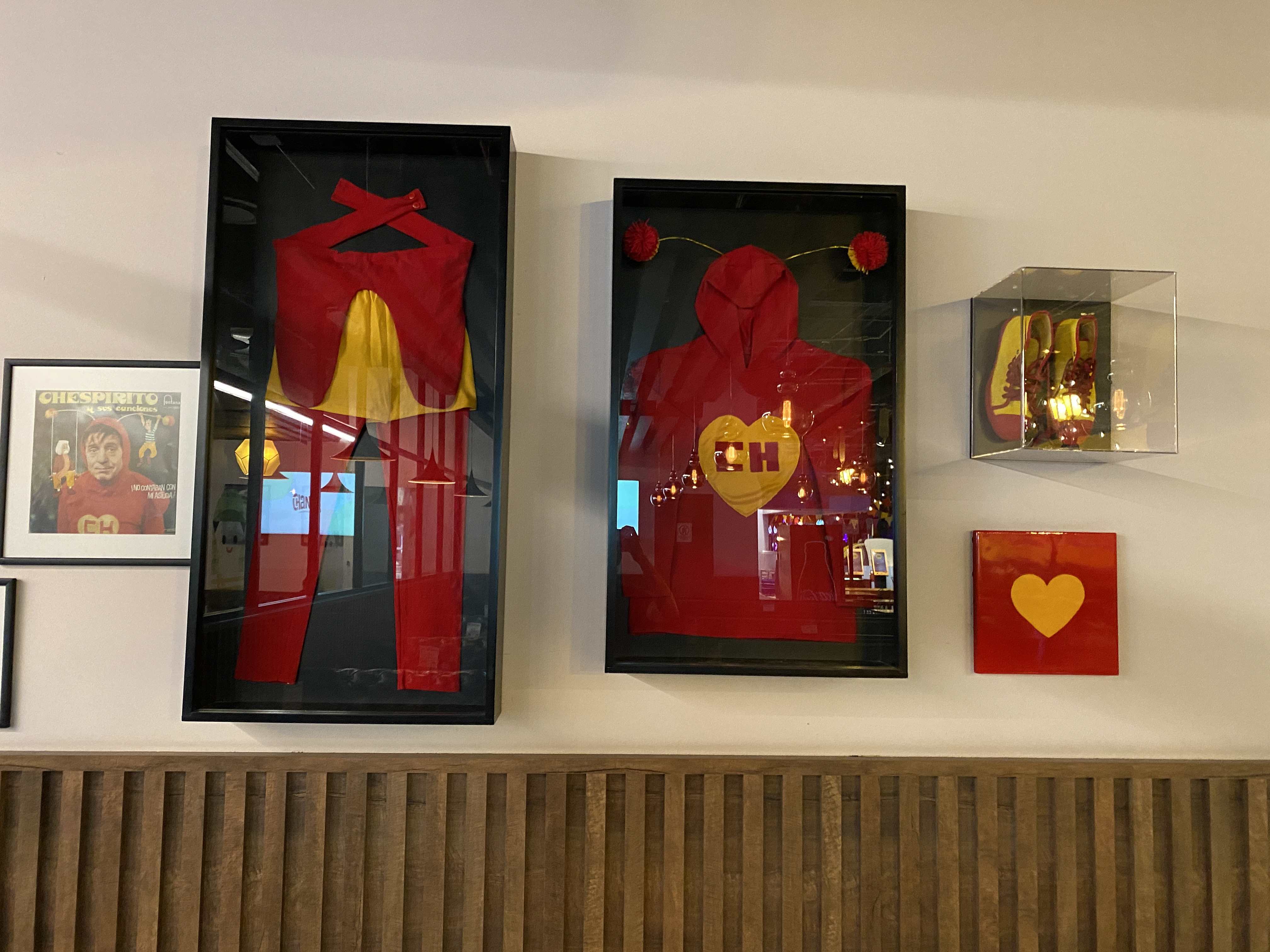
Vestito originale del personaggio, esposto dentro il ristorante Chanfle y Recontrachanfle.

La serie segue le imprese di un supereroe fuori dal comune, che interviene ogni volta che qualcuno si trova in difficoltà e pronuncia la celebre frase: "¡Oh! Y ahora, ¿quién podrá defenderme?" ("Oh! E adesso, chi potrà difendermi?"). Altre varianti ricorrenti includono "¡Oh! Y ahora, ¿quién podrá ayudarme?" ("Oh! E adesso, chi potrà aiutarmi?"), "¡Oh! Y ahora, ¿quién podrá explicarme?" ("Oh! E adesso, chi potrà spiegarmelo?") e "¡Oh! Y ahora, ¿quién podrá consolarme?" ("Oh! E adesso, chi potrà consolarmi?"). In risposta, il Chapulín Colorado appare improvvisamente esclamando "¡Yo!" ("Io!"), seguito dall'entusiastico riconoscimento di chi ha chiesto aiuto: "¡El Chapulín Colorado!" ("Il Chapulín Colorado!"). L'eroe conclude tipicamente la scena con la sua frase distintiva: "¡No contaban con mi astucia!" ("Non avevano previsto la mia astuzia!").

Il Chapulín Colorado è un supereroe atipico: è goffo, pauroso e privo di veri superpoteri. Tuttavia, dispone di diversi strumenti di supporto che lo aiutano nelle sue missioni, come il chipote chillón (una specie di martello di gomma rumoroso), la chicharra paralizadora (una trombetta capace di paralizzare temporaneamente chi la ascolta), le pastillas de chiquitolina (pillole che gli permettono di rimpicciolirsi fino a una statura di circa 20 centimetri) e le antenitas de vinil (antenne in vinile capaci di rilevare pericoli o intenzioni altrui).Il vero punto di forza del Chapulín è la sua determinazione, che gli consente di risolvere le situazioni più complicate nonostante la sua codardia e apparente debolezza. In questo senso, in un'intervista rilasciata nel 1987 al programma argentino La noticia rebelde, Roberto Gómez Bolaños sottolineò il significato filosofico del personaggio, spiegando come il Chapulín rappresentasse un'alternativa ai supereroi statunitensi come Batman o Superman.
All'interno del programma Chespirito era frequente l'inclusione di sketch indipendenti con protagonista il Chapulín Colorado. In molti casi, questi sketch costituivano la parte principale dell’episodio, superando per durata e rilievo gli altri segmenti del varietà. Un esempio emblematico è l’episodio intitolato La función debe continuar ("Lo spettacolo deve continuare"), interamente dedicato a questi brevi scenari.

## Personaggi

### I buoni
- El Chapulín Colorado: Template:ApInterpretato da Roberto Gómez Bolaños, è il protagonista della serie. Si tratta di un supereroe alquanto goffo, debole e facilmente impressionabile, ma dotato di un grande cuore. La sua qualità principale è la determinazione a non arrendersi di fronte alle difficoltà. Nel corso degli episodi, il Chapulín si avvale spesso di strumenti che lo assistono nelle sue missioni, tra cui il chipote chillón, la chicharra paralizadora, le pastillas de chiquitolina e le antenitas de vinil.
- Súper Sam: Interpretato da Ramón Valdés, è un supereroe statunitense la cui immagine richiama quella dello Zio Sam, ma con un costume simile a quello di Superman. Con il passare del tempo, il personaggio subì alcune modifiche estetiche, tra cui la sostituzione della classica "S" sul petto con il simbolo del dollaro ($). Il personaggio si caratterizza per una pronuncia stereotipata da americano che tenta di parlare spagnolo: molte delle sue frasi sono un misto tra inglese e spagnolo, e in alcune occasioni si mostra munito di un dizionario inglese-spagnolo per aiutarsi nella comunicazione. La sua arma distintiva è una borsa piena di dollari, che lui stesso descrive come pochi, ma molto potenti, con la quale colpisce i malfattori o talvolta lo stesso Chapulín Colorado, con cui ha un rapporto conflittuale che sfocia spesso in competizione, anche durante le missioni. Ogni volta che utilizza la sua arma, si sente il suono di una cassa registratrice. La sua frase tipica è "Time is Money! Oh, yeah!" ("Il tempo è denaro! Oh, sì!"). La prima apparizione del personaggio risale all’episodio «De los metiches líbranos, señor» (1973), altre apparizioni sono «Había una mina abandonada, que data del siglo XVII y que está a punto de derrumbarse» (1976), «Todos caben en un cuartito sabiéndolos acomodar» (1977), «El retorno de Súper Sam» (1978) e infine «El regreso de Súper Sam» (1981), che segna la sua ultima apparizione. Nei suoi episodi, i personaggi spesso gli fanno notare che non desiderano "supereroi importati". In uno di essi, il personaggio della Minina (interpretato da Florinda Meza) lo descrive è come il Chapulín Colorado, ma con il conto in banca. Súper Sam è uno dei pochi personaggi ricorrenti interpretati da Ramón Valdés, e insieme a Don Ramón è considerato uno dei suoi ruoli più iconici.
- Flor Marina: Interpretata da Florinda Meza, è la cuoca più socievole della ciurma di Alma Negra e ha un ruolo importante nella serie. È nota per essere la persona che ha liberato il Chapulín Colorado.
- Infermiera: Interpretata da Florinda Meza, è un'infermiera che lavora con il dottore Chapatín, ma in tre occasioni cercò di fare un'iniezione a un malato (Ramón Valdés) e il Chapulín Colorado la aiutò a procurarsi le siringhe.
- Dottore: Interpretato da Carlos Villagrán e/o Rubén Aguirre, è un medico che lavora insieme al Dottor Chapatín e all'infermiera (Florinda Meza); inoltre, in tre occasioni, aiutava a fare le iniezioni al malato (Ramón Valdés).
- Banchiere: Interpretato da Carlos Villagrán e/o Horacio Gómez Bolaños e/o Raúl «Chato» Padilla, è un banchiere del Vecchio West che viene violentemente rapinato dai Rascabuches, dal Matonsísimo Kid e dal Matafácil, che gli rubano tutto il denaro.
- Marshall: Interpretato da Carlos Villagrán e/o Édgar Vivar e/o Raúl «Chato» Padilla, è lo sceriffo di un paese del Vecchio West, che ha molta paura dei Rascabuches, del Matafácil e del Matonsísimo Kid. Per questo motivo, insieme al banchiere e al cantiniere, invoca il Chapulín Colorado per proteggersi dai rapinatori.
- Poliziotto: Interpretato da Carlos Villagrán e/o Rubén Aguirre e/o Roberto Gómez Fernández, è un poliziotto che passa il suo tempo a inseguire il Tripaseca, lo Shory o il Bulldog.
- Umile contadina dal nobile cuore: Interpretata da Florinda Meza e/o María Antonieta de las Nieves, è una contadina indifesa che ogni giorno va a cercare legna, ma viene perseguitata da un mostro chiamato Panchostein e chiede l’aiuto del Chapulín Colorado per catturarlo. Nella versione del 1976, viene scoperta dalla Strega Baratuja, che la costringe a sposare suo figlio il Nene o la trasforma in un albero.
- Signorina prigioniera: Interpretata da Florinda Meza e/o María Antonieta de las Nieves, è una giovane sensibile rapita da Rufino Rufián (Rubén Aguirre) in una vecchia miniera abbandonata del XVII secolo, che sta per crollare. Il Chapulín Colorado cerca di salvarla e di fermare il malvagio.
- Ispettore: Interpretato da Raúl «Chato» Padilla, è l'ispettore che va alla ricerca della sensibile contadina dal cuore nobile che ogni giorno va a cercare legna. Lavora insieme al suo assistente (Horacio Gómez Bolaños).
- Anziana proprietaria della fattoria: Interpretata da María Antonieta de las Nieves. È una vecchietta indifesa e sensibile, proprietaria di una vecchia fattoria, che si vede minacciata da un pericoloso delinquente soprannominato "El Peterete"/"El Pocas Trancas" (Ramón Valdés e/o Rubén Aguirre), che tempo prima aveva denunciato alla polizia. Questo criminale aveva promesso di vendicarsi una volta uscito di prigione e, casualmente, proprio quel giorno, leggendo il giornale, la donna scopre che era riuscito a fuggire dalla sua cella. La notizia spaventa l'anziana, che chiede aiuto al Chapulín Colorado per essere protetta. Per non essere riconosciuto il criminale scambia i suoi vestiti con quelli usati da uno spaventapasseri trovato nella fattoria, dando così inizio a una grande confusione per il Chapulín Colorado. Nonostante ciò, con l'aiuto del suo Chipote Chillón, riesce infine a sconfiggere il bandito. L'aspetto e la personalità dell'anziana sono simili a quelli della bisnonna della Chilindrina, Doña Nieves, personaggio di El Chavo del Ocho del 1979, poiché il suo abbigliamento nella prima versione è identico a quello dell'anziana che appare nell'episodio «La venganza del Peterete» del 1972, così come a quello di un'anziana che fa un cameo nel film El Chanfle. Il suo abbigliamento nella seconda versione, nello sketch «La venganza del Pocas Trancas» del 1980, della serie Chespirito, è di colore verde con un grembiule bianco stretto.
- Geisha: Interpretata da Florinda Meza, è la tipica donna del folclore giapponese che chiama il Chapulín Colorado per impedire il matrimonio con un ispettore della luce o con l'onorevole karateka Silbato Yamazaki/Taguado Yamazaki contro la sua volontà. Nella serie Chespirito era conosciuta come Madame Butterfly.
- Domestica Aftadolfa: Interpretata da María Antonieta de las Nieves, è una domestica che cerca di sistemare tutti i quadri di una casa dove lavora agli ordini di una donna (Florinda Meza), la quale sta preparando una seduta spiritica per parlare con il suo defunto marito (Carlos Villagrán). Tuttavia, Aftadolfa crede che voglia ucciderlo e si spaventa, perciò invoca il Chapulín Colorado, che partecipa alla seduta, causando spavento generale quando arriva l'attuale marito sonnambulo. Aftadolfa indossa un vestito rosa con un grembiule azzurro chiaro e parla in modo incomprensibile a causa dei suoi denti estremamente malridotti.
- Domestica strega: Interpretata da Florinda Meza, è una domestica che, per evitare di essere licenziata dal suo padrone (Ramón Valdés/Raúl «Chato» Padilla), gli offre un anello magico, che lui desidera utilizzare per conquistare il mondo. Tuttavia, il Chapulín Colorado scopre quali sono le principali funzioni possedute da quell'anello. Questo personaggio è apparso in tre versioni: nel 1974, nel 1978 e nel 1987.
- Domestica Úrsula/Brujilinda: Interpretata da Florinda Meza, è una domestica immaginaria che si trasforma in una strega e viene chiamata dal Chapulín Colorado per aiutarlo a preparare una torta in cucina e anche per svolgere faccende domestiche su richiesta di un uomo (Rubén Aguirre/Raúl «Chato» Padilla). È apparsa occasionalmente in due versioni, nel 1986 e nel 1992.
- Pluma Color de Rosa: Interpretata da Florinda Meza, è un'indigena, in alcune occasioni è conosciuta come Lola (nel 1974, 1976 e 1985). Crede che l'uomo bianco sia malvagio e che abbia ucciso indigeni e bufali, e aiuta il Chapulín Colorado ad affrontare Buffalo Bill.
- Rosa La Revoltosa: Interpretata da Florinda Meza, è una donna sensibile e indifesa che si trova in pericolo di morte a causa del Rascabuches, per essersi rifiutata di sposarlo. Per questo motivo chiama il Chapulín Colorado affinché l'aiuti a fuggire dalla cella. Rosa La Revoltosa presenta una certa somiglianza con Rosa La Rumorosa per il loro aspetto fisico simile.
- Cappuccetto Rosa: Interpretata da María Antonieta de las Nieves, è una donna che afferma di essere Cappuccetto Rosa e viene costretta a sposarsi con il conte (Édgar Vivar), motivo per cui invoca il Chapulín Colorado per raccontare la storia del conte e di sua nonna (Angelines Fernández). È apparsa in un episodio del 1991.
- Bambino/a mitomane: Interpretato/a da Florinda Meza e/o María Antonieta de las Nieves e/o Rocío Prado, è un/a bambino/a che lancia tutti i suoi giocattoli dal cortile sul tetto di casa, fingendo che sia stato un ladro (Ramón Valdés/Rubén Aguirre). Chiama quindi il Chapulín Colorado per risolvere la situazione, dopo aver raccontato una storia simile a quella di Pierino e il lupo. Alla fine, il Chapulín riesce a convincere il bambino (o la bambina) a promettere di regalare la metà dei suoi giocattoli al figlio (o alla figlia) di quel povero uomo.
- Natasha: Interpretata da Florinda Meza, è la nipote del Professor Popov. È una donna che invoca il Chapulín per educare un cavernicolo di nome Chimpandolfo (Ramón Valdés/Arturo García Tenorio) affinché il commissario non lo faccia finire in prigione.
- Cecco (il Chavo): Interpretato da Roberto Gómez Bolaños, è il personaggio principale del programma El Chavo del 8, che fa un'apparizione nell'episodio «El disfraz, El antifaz y algo más».
- Chicco (Quico): Interpretato da Carlos Villagrán, è un personaggio di El Chavo del 8, che fa un'apparizione nell'episodio «El disfraz, El antifaz y algo más» nel 1974 e anche alla fine dell'episodio del 1977 «Los bebés ya no vienen de París, ahora vienen de Júpiter».
- Cirillina (La Chilindrina): Interpretata da María Antonieta de las Nieves, è un personaggio di El Chavo del Ocho, che fa una apparizione nell'episodio «El disfraz, El antifaz y algo más» nel 1990.
- Poppi (La Popis): Interpretato da Florinda Meza, è un personaggio di El Chavo del 8, che fa una apparizione nell'episodio «El disfraz, El antifaz y algo más» nel 1979.
- Doña Nieves: Interpretato da María Antonieta de las Nieves, è un personaggio di El Chavo del 8, che fa una apparizione nell'episodio «El rey de los disfraces» nel 1978 e nel 1992.
- La Chimoltrufia: Interpretata da Florinda Meza, è un personaggio di Los Caquitos, che fa un'apparizione nell'episodio «La historia de Leonardo Da Vinci» nel 1988.

### I cattivi

#### I mafiosi
- Shory Malgesto Malacara, il Nene o Rufino Rufián: Interpretato da Rubén Aguirre. È un sanguinario mafioso che fa parte della banda del Cuajinais e del Tripaseca. Sembra essere il più pericoloso, freddo e calcolatore del gruppo, ed è caratterizzato dalla sua grande altezza e freddezza. Prima di apparire come villain del Chapulín Colorado, in un episodio Shory era un ventriloquo. Nel 1982, nel programma Chespirito, appare in una fattoria dove si traveste con i vestiti del suo pupazzo per attaccare violentemente il Chapulín Colorado; nel 1992 è invece un pericoloso bandito noto per la sua abilità nel travestirsi. Tra i suoi travestimenti figurano quello da donna comune  (Anabel Gutiérrez), da bidone della spazzatura, da medico (Raúl «Chato» Padilla), da infermiera (Florinda Meza) e da anziana (María Antonieta de las Nieves).
- Il Cuajináis: Interpretato da Carlos Villagrán. È un mafioso molto pericoloso che viene solitamente visto in compagnia della Minina, del Tripaseca e dello Shory, tra gli altri, ed è caratterizzato dalla grande cicatrice sulla guancia sinistra. Sebbene sia un alleato del Tripaseca, a volte commette varie malefatte per conto proprio. Appare principalmente come gangster della città, sebbene in poche occasioni (nel 1974) sia stato rappresentato come un bandito del vecchio West. Nell'episodio «De Médico, Chapulín y loco todos tenemos un poco», il Cuajinais rischia di morire, e in due episodi del 1974 e del 1977 appare in una soffitta dove si traveste con i vestiti di un pupazzo per attaccare violentemente il Chapulín Colorado.
- Il Tripaseca: Interpretato da Ramón Valdés. È un gangster estremamente pericoloso che a volte fa parte di una banda mafiosa composta dal Cuajinais, dallo Shory (chiamato anche "El Nene"), dal Botija (a volte) e dalla Minina (in alcune occasioni), oltre ad altri come il Nene o il Pelota. Fu uno dei maggiori nemici del Chapulín Colorado e, come lui, era piuttosto goffo, proprio come il resto dei criminali che lo accompagnavano. Nell'episodio «Un bandido bastante muerto/Casi un velorio» del 1975 e del 1978, il Chapulín Colorado afferma di conoscere il Tripaseca fin da quando erano bambini. La sua ultima apparizione fu nel 1981.
- Il Bulldog o Il Chato: Interpretato da Raúl «Chato» Padilla. È un gangster sanguinario dal carattere molto calcolatore e uno dei rivali del Chapulín Colorado. Apparve solo in una versione perduta del 1982 e in versioni del 1983, 1986 e 1991 in cui finge di essere morto, oltre che in uno sketch del 1987 e nella serie Los Caquitos tra il 1983 e il 1984.
- Il Petizo o il Pingüino: Interpretato da Horacio Gómez Bolaños. È uno dei gangster più pericolosi e riconosciuti della città. È uno degli antagonisti del Chapulín Colorado, ha un accento argentino ed è uno dei numerosi fidanzati della Minina. Apparve nel 1981 e nel 1985. In uno sketch del 1983 finge di essere morto con l'aiuto dei suoi compagni mafiosi, il Redondo (Édgar Vivar) e il Boquerón (Raúl «Chato» Padilla).
- Il Becchino Manzanero: Interpretato da Rubén Aguirre. È un lavoratore di un'agenzia funebre, ma ha aiutato il Cuajináis, il Tripaseca e il Bulldog a fingere di essere morti per poter commettere le loro malefatte.
- Il Pelota: Interpretato da Édgar Vivar. È un bandito piuttosto goffo che è apparso poche volte negli anni '80.
- Il Redondo: Interpretato da Édgar Vivar. È apparso in un episodio del 1983.
- Il Boquerón: Interpretato da Raúl «Chato» Padilla. È anch'egli apparso in un episodio del 1983.
- La Minina: Interpretata da Florinda Meza. È apparsa per la prima volta in un episodio del 1974 e successivamente dal 1975 al 1979, oltre che in diversi sketch degli anni '80 del programma Chespirito. È una donna affascinante e appariscente che accompagna i mafiosi, è iperattiva, civettuola e attraente, e si distingue per il fatto che mastica e fuma una sigaretta elettronica e per la sua limitata capacità intellettiva. Di solito ha rapporti con il Chapulín Colorado quando i mafiosi cercano di assassinarla, ma a volte la si vede baciarlo precipitosamente. Nelle versioni del 1975, 1979 e 1985, la Minina invita due pretendenti alla stessa ora, ma non sapendo come evitare che si incontrino chiama il Chapulín Colorado, che riesce ad aiutarla raccontandole la storia di Cleopatra e Giulio Cesare per farle capire la lezione. Per questo il Chapulín Colorado afferma che lui e la Minina sono amici fin dall'infanzia.

#### I pistoleri
- Il Rascabuches: Interpretato da Ramón Valdés. È un feroce e violento pistolero la cui sola presenza fa fuggire in preda al terrore tutti gli abitanti del villaggio dove arriva a delinquere. Si è scontrato molte volte con il Chapulín Colorado e veniva sempre sconfitto da lui (anche se una volta fu catturato da una trappola per topi gigante che aveva come esca un sacco di banconote). El Rascabuches ha una figlia conosciuta come Rosa la Rumorosa.
- Il Matonsísimo Kid: Interpretato da Carlos Villagrán e/o Rubén Aguirre. È un pistolero molto pericoloso che saccheggia costantemente piccoli paesi nel vecchio West americano. È un alleato del Rascabuches, anche se sosteneva di essere il pistolero più veloce del vecchio West, e il Chapulín Colorado riusciva sempre a sconfiggerlo.
- Il Capataz: Interpretato da Rubén Aguirre e/o Ramiro Orcí. Era il compagno di prigione del Rascabuches, ma si rivelò un traditore, abbandonando il Chapulín Colorado e il Rascabuches mentre erano impegnati a picconare le pietre.
- Il Matafácil: Interpretato da Rubén Aguirre e/o José Luis Fernández. È un amico del Rascabuches, come il Matonsísimo Kid.
- Il Matarratones: Interpretato da Ramón Valdés e/o Rubén Aguirre e/o Raúl «Chato» Padilla. È un uomo anziano che lavora uccidendo topi e altri insetti. Viene accusato ingiustamente di aver ucciso Rosa La Rumorosa e viene minacciato di impiccagione, ma il Chapulín Colorado lo salva.
- Il Pistolero Veloce: Interpretato da Ramón Valdés. È un pistolero noto per la sua velocità nel terrorizzare il vecchio West e porre fine alla vita degli abitanti, ma fu sconfitto dal Chapulín Colorado, che utilizzò il suo teletrasporto, riuscendo a colpirlo più volte fino a quando il pistolero si arrese.
- Rosa La Rumorosa: Interpretata da Florinda Meza. È la figlia del Rascabuches e/o del Matonsísimo Kid e/o del Matafácil. Nonostante sia complice di suo padre, a volte si rammarica del fatto che nessuno le chiede di sposarlo a causa della pessima reputazione di lui. Rosa la Rumorosa ha un rapporto molto limitato con il Chapulín Colorado per il fine di contrarre quel matrimonio.

#### I pirati
- Alma Negra/Alma Sucia: Interpretato da Ramón Valdés e/o Rubén Aguirre. È il capitano di un gruppo di pirati e, secondo lui, il capo di tutti i corsari dei sette mari. Il Capitano Alma Negra è piuttosto cattivo e il più crudele dei pirati, ma anche un po' goffo; infatti, una volta si ferì con la sua stessa daga mentre cercava di intimidire il Chapulín Colorado. È caratterizzato dalla sua risata malefica e dal fatto che spesso mette in serio pericolo la vita dei suoi stessi membri dell'equipaggio e quella del Chapulín Colorado, così come quella di ogni ragazza che non voglia sposarlo. Secondo lui, aveva ucciso il Mar Morto e per questo i mari non erano più sette, ma sei. Inoltre, in un episodio il suo fantasma aiuta il suo bis-bis-nipote (dice "bis" 14 volte) a trovare un tesoro che lui aveva seppellito.
- Matalote: Interpretato da Rubén Aguirre e/o Arturo García Tenorio. È il pirata più alto e probabilmente il più crudele dopo Alma Negra. Il Matalote è piuttosto forte e spietato, ha una lunga barba ed è sembrato essere il più vicino ad Alma Negra.
- Sabandija: Interpretato da Carlos Villagrán e/o Benny Ibarra. È un pirata della ciurma di Alma Negra. Ha una gamba di legno, una dentatura molto finta, un occhio di vetro e anche un cervello finto; a volte indossa occhiali. Lui e Panza Loca sono i membri più timidi della ciurma di Alma Negra.
- Panza Loca: Interpretato da Édgar Vivar. È il pirata più grasso del gruppo e della ciurma di Alma Negra (negli anni '70) e Alma Sucia (negli anni '80). Questo personaggio parla allo stesso modo del Botija.
- Ajonjolí: Interpretato da Horacio Gómez Bolaños. È in prigione per aver lasciato libero Panza Loca con la scusa che fosse andato a comprare dei fiammiferi e gli aveva dato dei soldi, dicendogli di portargli il resto.
- Poca-Luz: Interpretato da Raúl «Chato» Padilla. È un pirata che appare solo nella versione del 1982 come uno dei quattro pirati che dovevano accompagnare Alma Sucia a seppellire il tesoro, ma poi viene ucciso. Come Sabandija nelle versioni precedenti, ha una gamba artificiale, denti artificiali, un occhio artificiale e metà del cervello artificiale.
- Gorgojo: Interpretato da Ricardo di Pascual. È un altro pirata non è molto intelligente, perché quando gli fu ordinato di tenere d'occhio i prigionieri (tra cui il Chapulín Colorado), lanciò un occhio di vetro nella cella.

### Altri personaggi e cattivi
- Il Gran Capo Carne Seca: Interpretato da Ramón Valdés. Era il capo della Tribù Perduta di "Los Discotecas", un antico villaggio menzionato una volta dal Professor Inventillo. Un giorno ordinò l'esecuzione di un paio di esploratori e il Chapulín Colorado dovette intervenire per aiutarli a sconfiggerlo. I Discotecas parlavano una lingua propria, in cui le parole generalmente terminavano con “Eca”. Ad esempio: Discoteca, Zapoteca, Rebeca, Teca, Zacateca, Eureca ecc.
- Il Gran Capo Bola Barrigola: Interpretato da Édgar Vivar. È il capo della Tribù Perduta dei "Panza Cola", che, come Carne Seca, ordinò l'esecuzione di una coppia di esploratori, poiché una di loro, una donna (Maria Antonieta de las Nieves), che lui confondeva con il nome di Lola, si rifiutò di sposarlo. I due furono salvati dal Chapulín Colorado, dopo aver combattuto con suo figlio Gladiola. Come i Discotecas, anche i Panza Cola parlavano una lingua propria, in cui le parole generalmente finivano con "Ola". Ad esempio: Coca-Cola, Pepsi-Cola, Panza-Cola, Bola Barrigola, Pagola, Lola, Polizia (che portava la Pistola), etc.
- Il Pocas Trancas: Interpretato da Rubén Aguirre. È un uomo che era evaso da un manicomio. Si diceva che il Pocas Trancas fosse completamente sordo e muto, ma un detective chiarì che non sentiva perché non si lavava le orecchie e non parlava perché non si lavava la lingua. Quello che gli mancava in intelligenza, lo compensava con molta forza, secondo lo stesso detective. Un'altra versione del Pocas Trancas lo presenta come un mafioso molto pericoloso che aveva addirittura commesso crimini negli Stati Uniti. Questo cattivo era anche conosciuto come Súper Sam e in quattro occasioni veniva visitato dal Doctor Chapatín, che lo scambiava per un paziente. In uno sketch del 1980, nel programma Chespirito, si travestì con gli abiti di uno spaventapasseri per attaccare il Chapulín Colorado in una fattoria dove lavorava una vecchietta (interpretata da María Antonieta de las Nieves).
- Il Bandito dei Giocattoli: Interpretato da Ramón Valdés e/o Rubén Aguirre. È un ladro che entra in una casa dopo aver visto un bambino (o una bambina) lanciare i suoi giocattoli fuori dalla finestra. Pensando che a lui (o lei) avanzassero, il ladro decide di rubarli per regalarli a suo figlio (o figlia) che non ne ha. Alla fine, però, Chapulín Colorado riesce a far promettere al bambino (o alla bambina) di regalare metà dei suoi giocattoli al figlio (o figlia) di quel povero uomo.
- Il Marziano: Interpretato da Rubén Aguirre. È un uomo piuttosto folle che crede di essere un marziano. Nell'episodio, Chapulín Colorado cerca di fermarlo.
- Il Títere: Interpretato da Horacio Gómez Bolaños negli anni '80. È un criminale estremamente pericoloso che riesce a scappare dalla prigione e viene inseguito da un poliziotto (Rubén Aguirre). La trama si sviluppa con una donna (Florinda Meza) che non sa che il bandito è in realtà il suo vicino.
- Il Chómpiras e il Peterete: Interpretati rispettivamente da Roberto Gómez Bolaños e Ramón Valdés. Apparvero sia in episodi del programma che in El Chavo del Ocho. Si tratta di due ladri che si infiltravano dove potevano con l'intento di rubare qualsiasi cosa in case altrui. Protagonizzarono il loro sketch, Los Caquitos, e apparvero anche nell'episodio «El disfraz, el antifaz y algo más», del 1974, dove il Peterete si traveste da Pantera Rosa e il Chómpiras si traveste da roccia, facendo parte di una banda di ladri che voleva realizzare un contrabbando di gioielli durante un ballo in maschera, dove anche un falso Chapulín Colorado (Horacio Gómez Bolaños) era parte della banda. In un (solo) episodio del 1972, dopo due intermezzi, uno del Doctor Chapatín, «Un encuentro en el parque», e l'altro di Chespirito, «El mesero majadero», il Peterete si travestì con i vestiti di uno spaventapasseri per attaccare violentemente il Chapulín Colorado in una fattoria dove lavora una anziana (María Antonieta de las Nieves).
- Il Botija: Interpretato da Édgar Vivar. È uno dei gangster più pericolosi della città. Appariva occasionalmente come membro della banda criminale composta dal Cuajináis, dal Shory, dal Tripaseca e dalla Minina. È uno dei tanti fidanzati della Minina e ha diversi uomini ai suoi ordini. Fu protagonista dello sketch Los Caquitos in sostituzione di Peterete, diventando il compagno del Chómpiras, e lì sua moglie era la Chimoltrufia (Florinda Meza).
- Il Bandito travestito da Babbo Natale: Interpretato da Édgar Vivar. È un cattivo che fu rinchiuso nella stessa prigione con il Chómpiras, il Botija e il Peterete nello sketch di Los Caquitos, e in El Chapulín Colorado partecipò a un contrabbando di gioielli durante una festa in maschera.
- Diavola: Interpretata da Florinda Meza. È una donna malvagia che si travestì da diavolo per organizzare un contrabbando durante una festa in maschera insieme al Chómpiras, al Peterete e al Botija.
- Il Bandito della mano nera: Interpretato da Ramón Valdés e/o Rubén Aguirre e/o Raúl «Chato» Padilla. È un bandito noto per assaltare frequentemente a mano armata durante la notte.
- L'Albóndiga: Interpretato da Édgar Vivar e/o Ramón Valdés e/o Carlos Villagrán e/o Florinda Meza e/o María Antonieta De Las Nieves (questi ultimi quattro mascherati). È un bandito molto pericoloso, noto per la sua abilità speciale nei travestimenti, ed è stato assoldato dal nipote di Doña Nieves (Rubén Aguirre) per assassinare la propria zia anziana, in modo da impossessarsi della sua fortuna. Si travestì da uomo comune, da dottore, da infermiera e dalla stessa Doña Nieves.
- La Strega Baratuja: Interpretata da María Antonieta de las Nieves. È una strega molto misteriosa della foresta, ma poco astuta, e la sua arma è una bacchetta magica che le serve a trasformare una donna (Florinda Meza) in un albero, che poi un boscaiolo (Ramón Valdés) decide di tagliare con un'accetta. Curiosamente, la Strega Baratuja ha una forte rivalità con il Chapulín Colorado, dato che quest'ultimo finisce con le gambe separate all'altezza della vita a causa di un colpo d'accetta.
- Dolores, Remedios e Angustias (Le Pazze): Interpretate da María Luisa Alcalá, Florinda Meza e Angelines Fernández, rispettivamente. Sono un trio di svitate solitarie che passano il tempo a fare la maglia. Un giorno arriva a casa loro un detective (Carlos Villagrán) che è sulle tracce della sparizione di alcune persone, mentre un mendicante (Ramón Valdés) si ritrova coinvolto nel caso. Così Dolores, Angustias e Remedios invocano il Chapulín Colorado per aiutarle a trovarli, ma fanno addormentare lui, il detective e il mendicante con un biberon ipnotico che avevano preparato. Un anno dopo (nel 1975) riapparvero in un breve sketch del programma di El Chavo del 8 prima dell’episodio de «La guerra de Don Ramón». Questa volta furono nemiche dei Caquitos (il Chómpiras e il Peterete) e vennero interpretate da Florinda Meza come Remedios e María Antonieta de las Nieves, che era tornata nel cast quello stesso anno, come Angustias. Queste due donne pensarono che i ladri (che erano entrati in casa a rubare) fossero principi travestiti da rapinatori, ma alla fine riuscirono a cacciarli via.
- Melchor, Gaspar y Baltasar (I Pazzi): Interpretati da Carlos Villagrán, Rubén Aguirre e Ramón Valdés, rispettivamente. Sono un trio di lunatici solitari che pensano che il Chapulín Colorado sia loro figlio e vogliono fargli il bagno in una vaschetta per neonati. Parlano in modo sconclusionato, utilizzando i discorsi tipici di Los Chifladitos, Chaparrón Bonaparte e Lucas Tañeda, e passano tutto il giorno a leggere libri.
- Licenziato (ladro del francobollo): Interpretato da Carlos Villagrán e/o Édgar Vivar e/o Rubén Aguirre. È un licenziato di un ufficio, ma ha rubato un francobollo molto, molto prezioso che i filatelici hanno successivamente svalutato.
- Filatelico (Proprietario del francobollo): Interpretato da Carlos Villagrán e/o Rubén Aguirre e/o Raúl «Chato» Padilla. È il proprietario del francobollo rubato dal licenziato. Nella versione del 1982 è interpretato da Florinda Meza, nel ruolo della compratrice del francobollo rubato dallo stesso licenziato.
- Il Commissario della Siberia: Interpretato da Horacio Gómez Bolaños. È il commissario del luogo dove trovarono il cavernicolo Chimpandolfo e vuole portarlo in prigione perché non è ben educato.
- Chimpandolfo: Interpretato da Ramón Valdés e/o Arturo García Tenorio. È un cavernicolo che ha bisogno di essere educato dal Chapulín Colorado affinché il commissario non lo porti in prigione. Gli piacciono le banane e colpisce con una clava chiunque si metta sulla sua strada. Come ogni cavernicolo, non sa parlare e dice cose senza senso. La differenza tra il Chimpandolfo interpretato da Valdés e quello interpretato da García Tenorio è che il primo è più brontolone mentre il secondo è più piagnucolone. Nella versione del 1976, quando il Chapulín Colorado colpisce Chimpandolfo con un libro, questo si arrabbia molto, mentre nella versione del 1982 si limita a piangere.
- Iván: Interpretato da Carlos Villagrán e/o Rubén Aguirre e/o Édgar Vivar. È colui che incarica il Chapulín di educare il cavernicolo Chimpandolfo. È apparso solo nell'episodio «La bella durmiente era un señor muy feo».
- Professor Popov: Interpretato da Carlos Villagrán e/o Édgar Vivar e/o Raúl «Chato» Padilla. È uno scienziato che ha scoperto un cavernicolo nei ghiacciai della Siberia. Questo cavernicolo, soprannominato Chimpandolfo, crea molti problemi, quindi ha bisogno di essere educato per evitare che il commissario lo porti in prigione. Così, lo scienziato e sua nipote Natasha invocano il Chapulín Colorado per aiutarli ad educarlo.
- Dottor Cerebroc: Interpretato da Rubén Aguirre, negli anni '80. È un medico che ha scoperto il cavernicolo perfettamente conservato, congelato, mentre si risveglia. Così, il Professor Cerebroc e sua nipote Natasha decidono di chiamarlo "Chimpandolfo". Tuttavia, Chimpandolfo ha causato molti problemi, e per questo il commissario vuole portarlo in prigione per la sua maleducazione. Pertanto, il professore e sua nipote Natasha chiedono l'aiuto del Chapulín per educarlo.
- L'Onorevole Samurai Sugatito Orinagua: Interpretato da Ramón Valdés e/o Édgar Vivar e/o Rubén Aguirre. È il classico samurai del folklore giapponese. Vuole costringere sua figlia, la Geisha, a sposare un ispettore della luce o l'onorevole karateka Silbato Yamazaki/Taguado Yamazaki contro la sua volontà.
- L'Onorevole Karateka Silbato Yamazaki/Taguado Yamazaki: Interpretato da Édgar Vivar e/o Rubén Aguirre. È un karateka molto potente. Parla solo in giapponese e tende ad agire sorprendendo gli altri con un grido prima di eseguire una mossa di karate. Il Chapulín Colorado lo sconfigge infine con il "tope de chivo reparador" (una mossa caratteristica del personaggio).
- Il Garzone del gong: Interpretato da Carlos Villagrán e/o Horacio Gómez Bolaños e/o Raúl «Chato» Padilla. È un garzone fastidioso che suona un gong quando arriva qualcuno. La sua frase tipica è "Llegando honorable" ("arriva l'onorevole").
- L'onorevole Ispettore della Luce: Interpretato da Carlos Villagrán. È un ispettore della luce che invoca l'aiuto del Chapulín quando l'onorevole samurai Sugatito Orinagua cerca di obbligarlo a sposare sua figlia, credendo che lui gliel'avesse proposto. Per liberarsi dall'impegno, deve sconfiggere l'onorevole karateka Silbato Yamazaki. Alla fine, dopo tutto ciò che è successo, il Chapulín Colorado riesce a sconfiggere il karateka e, per frustrazione di quest'ultimo, l'ispettore decide che sì, è davvero interessato a sposare la giovane.
- Lo zio Monchito/Don Monchito: Interpretato da Ramón Valdés. È un anziano demente che crede di essere il Chapulín Colorado. Due anziani che si prendono cura di lui (Florinda Meza e Carlos Villagrán) invocano il Chapulín Colorado per aiutarli a fargli capire la verità, dopo che il dottor Delgadillo (Édgar Vivar) o il dottor Chapatín (Roberto Gómez Bolaños) avevano confuso il vero Chapulín con Don Monchito. Alla fine, il Chapulín Colorado prende le sue famose pillole di Chiquitolina per impersonare la coscienza di Don Monchito e scoprire il motivo per cui l'anziano vuole essere il Chapulín Colorado: sente che come Monchito non fa nulla di importante. Dopo una conversazione in cui il Chapulín spiega come tutti fanno cose importanti facendo il proprio lavoro onestamente, Monchito confessa con modestia che prima di andare in pensione era stato un ispettore sanitario e aveva lavorato onestamente, come diceva il Chapulín Colorado. Alla fine, decide di continuare a essere Monchito, ora orgoglioso di ciò che ha fatto da giovane.
- Il Ragià di Rajalacara: Interpretato da Ramón Valdés e/o Édgar Vivar. È un potente mentalista che vuole recuperare la sua sfera di cristallo e accidentalmente ipnotizza il Chapulín Colorado, facendolo comportare come una scimmia.
- Dimitri Panzov: Interpretato da Édgar Vivar. È un grosso russo nemico di Súper Sam, al quale il Chipote Chillón non fa effetto. È apparso in un solo episodio del 1973.
- Lorenzo Rafael: Interpretato da Carlos Villagrán. È un contadino messicano che cerca di sposarsi con forza con María Candelaria (Florinda Meza). È apparso anche lui in un solo episodio del 1973.
- Il vampiro: Interpretato da Rubén Aguirre e/o José Luis Fernández. È un uomo pazzo che si crede un vampiro e che il Chapulín Colorado riesce a sconfiggere cambiando l'ora dell'orologio. Quando interpretato da Rubén Aguirre, era un attore che il Conte Sanguijuela (Carlos Villagrán), il vero pazzo che credeva di essere un vampiro, aveva assunto per aiutarlo nella sua follia. Anche se l'attore si vergognava di dover recitare come vampiro, finiva per interpretare anche il suo dipendente.
- Professor Inventillo: Interpretato da Ramón Valdés e/o Raúl «Chato» Padilla. È uno scienziato pazzo che crea molti inventi, come il R.S.E. (estratto di energia volatile), il debilitante potenziale, il tonico per capelli e la vernice invisibile.
- Professor Baratija: Interpretato da Carlos Villagrán. È uno scienziato che ha inventato l'estratto di energia volatile.
- Professor Delgadillo: Interpretato da Édgar Vivar e/o Roberto Gómez Fernández. È uno scienziato che crea alcuni inventi, specialmente vernici o spray che rendono invisibili, il R.S.E., il disco volante, eccetera.
- Dottor Panchostein: Interpretato da Carlos Villagrán e/o Ramón Valdés e/o Édgar Vivar. È uno scienziato che ha costruito un mostro, simile a come ha fatto Frankenstein. n pastore ha detto al Chapulín Colorado che Panchostein era la versione totonaca di Frankenstein. Aveva un laboratorio segreto sotto una tomba in un antico cimitero.
- Il Mostro di Panchostein: Interpretato da Rubén Aguirre e/o Ramiro Orcí. È un mostro creato dal Dottor Panchostein con diverse parti di cadaveri, ma ha bisogno di sangue umano per vivere, quindi il Dottore rapisce una sensibile fanciulla di cuore nobile che va ogni giorno nel bosco a cercare legna. Nel 1986, interpretato da Orcí, è un morto vivente che vaga per il cimitero tutte le notti.
- Espiridión Espíndola: Interpretato da Édgar Vivar e/o Rubén Aguirre. È una spia che nessuno assume a causa della sua fama. Voleva rubare la formula del Professor Inventillo, ma il Chapulín Colorado lo dipinge accidentalmente con la vernice invisibilizzante, rendendolo invisibile.
- Pittore: Interpretato da Carlos Villagrán e/o Raúl «Chato» Padilla e/o Ramón Valdés. È un pittore che ruba la vernice invisibilizzante.
- Ladro di cibo: Interpretato da Ramón Valdés e/o Horacio Gómez Bolaños e/o Édgar Vivar. È un mendicante che ruba per fame, e alla fine il Chapulín Colorado lo invita a mangiare.
- Adolfo Hitler: Interpretato da Roberto Gómez Bolaños, negli anni '80. È un cattivo che appare nell'episodio «El encuentro del siglo».
- Buffalo Bill: Interpretato da Ramón Valdés e/o Raúl «Chato» Padilla. È un uomo bianco che uccide indiani e bufali e lavora con il suo aiutante (Horacio Gómez Bolaños). Alla fine, il Chapulín Colorado e gli indiani riescono a fermarlo.
- Il Pazzo Armado: Interpretato da Rubén Aguirre, negli anni '80. È un uomo pazzo che spara a tutti e si nasconde in una casa, e il Chapulín Colorado e lo sceriffo (Édgar Vivar) cercano di catturarlo.
- Gabilondo: Interpretato da Édgar Vivar, negli anni '80. È un bandito che appare invadendo le strade del quartiere, e il Chapulín Colorado e lo sceriffo (Rubén Aguirre) cercano di catturarlo.
- Gladiola: Interpretato da Rubén Aguirre e/o Ramiro Orcí. È il figlio del Capo della Tribù Perduta dei Panza Cola. In due versioni di Carlos Villagrán, del 1974 e del 1976, e nella versione di Orcí, del 1985, lavora insieme al Chapulín per sconfiggere Buffalo Bill.
- Computer: Interpretato da María Antonieta de las Nieves e/o Angelines Fernández. È la robot di un centro spaziale.
- Le donne venusiane: Interpretate da Florinda Meza e María Antonieta de las Nieves. Sono due donne cavernicole che vivono sul pianeta Venere e che sono state molestate da due astronauti (Carlos Villagrán e Ramón Valdés). Invocano il Chapulín Colorado per smascherarli. Queste due cavernicole parlano un linguaggio incomprensibile.
- Le donne marziane: Interpretate da Florinda Meza e María Clara Zurita. Sono due donne che vivono sul pianeta Marte e che sono state molestate da due astronauti (Rubén Aguirre e Ramón Valdés). Invocano il Chapulín Colorado per smascherarli. Sono apparse in due episodi del 1981 del programma Chespirito.
- Signor Tocadillo: Interpretato da Carlos Villagrán. È un pazzo estremamente pericoloso conosciuto come "L'Uomo Nucleare" che si aggira sulle spiagge e nelle piscine di Acapulco. Gli piace molestare gli attori che lavorano in un film e viene assistito dalla sua infermiera (Angelines Fernández).
- Chato Gestón: Interpretato da Horacio Gómez Bolaños. È un attore che interpreta il Chapulín Colorado in un film ad Acapulco, dove viene erroneamente invocato da una ragazza (Florinda Meza). Viene continuamente molestato dal Signor Tocadillo o da una bambina (María Antonieta de las Nieves) che lo assilla chiedendogli autografi. È leggermente sovrappeso.
- Sub: Interpretato da Ramón Valdés e/o Raúl «Chato» Padilla. È un subacqueo che ama raccontare bugie al suo amico marinaio (Horacio Gómez Bolaños).
- Marinaio: Interpretato da Carlos Villagrán e/o Édgar Vivar. È un marinaio che vede un'astronave, ma nessuno gli crede. Così, molto spaventato, invoca il Chapulín Colorado; successivamente, dei marziani mettono una collana a entrambi.
- Bambino gigante di Giove: Interpretato da Arturo García Tenorio e/o Carlos Villagrán. È un bambino che proviene dal pianeta Giove, arrivato a bordo di un'astronave che è atterrata nella suite di un hotel. Cresce in proporzione al gigante Giove, che è 12 volte più grande della Terra.
- Mummia: Interpretato da Carlos Villagrán e/o Rubén Aguirre e/o Horacio Gómez Bolaños. È apparso solo nelle versioni del 1973, 1975 e 1976. È apparso anche nelle versioni del 1981, 1983 e 1985 del programma Chespirito.
- Robot: Interpretato da Carlos Villagrán e/o Rubén Aguirre e/o Roberto Gómez Fernández. È un robot con aspetto umano, progettato per fare il lavoro di maggiordomo in una casa. Tuttavia, c'è un problema: gli manca una vite, e inizia a comportarsi in modo incontrollabile. Di conseguenza, la figlia/nipote di chi lo ha creato invoca il Chapulín Colorado per sistemarlo, ma lui non riesce a identificare chi sia il robot.
- Anziano del museo: Interpretato da Édgar Vivar e/o Rubén Aguirre e/o Raúl «Chato» Padilla. È il guardiano di un museo; un vecchio pazzo che parla con le statue di cera del museo.
- Serva della Minina:  Interpretata da Rosita Bouchot e/o Patricia Castro e/o Leticia Montaño. È una serva che segue gli ordini della Minina (Florinda Meza), la quale parla al telefono per organizzare un incontro con uno dei suoi amanti: il Tripaseca, il Cuajináis, il Botija, lo Shory, il Bulldog o il Petizo. Ma, spaventata, chiama il Chapulín Colorado per rovinare i suoi piani e allontanarli. È apparsa occasionalmente in tre versioni del 1975, 1979 e 1985.
- Ingegnere pazzo: Interpretato da Ramón Valdés e/o Rubén Aguirre e/o Raúl «Chato» Padilla. È un ingegnere e medico pazzo che progetta di trapiantare i cervelli delle persone. Quando le persone rifiutano la sua proposta, chiede aiuto al Chapulín Colorado. Nella versione di Padilla del 1985, è un medico sano di mente minacciato da un gangster (Rubén Aguirre). Ha un cagnolino di nome Firulais.
- Professor Espiripitifláutico: Interpretato da Ramón Valdés. È un potente mentalista che invita tutti a una seduta spiritica nella casa di una donna (Florinda Meza) e del suo defunto marito (Carlos Villagrán). Sfortunatamente, il Chapulín Colorado e la serva Aftadolfa (María Antonieta de las Nieves) credono che la donna voglia uccidere il marito e iniziano a cercare un modo per fermarla.
- Il Cachalote: Interpretato da Rubén Aguirre e/o Raúl «Chato» Padilla. È un malvivente che appare nelle versioni del 1983 e 1990.
- Il Bandito Solitario: Interpretato da Ramón Valdés. È un criminale che invade le strade di un quartiere durante la notte.
- Il Capitano Costa De Mar: Interpretato da César Costa nel 1974, 1976, 1977, 1978, 1979 e 1980, e da Horacio Gómez Bolaños nel 1986. È un eroe che salva le persone delle strade di un quartiere dal criminale noto come El Bandido Solitario.
- Il Torero Coraggioso: Interpretato da César Costa nel 1970, 1980 e 1991.

## Episodi

### Episodi nel programmaChespirito(1972)
1. El Matafácil
2. La frontera
3. La casa con fantasmas
4. El ladrón de comida
5. El conde Terranova
6. El vampiro
7. Los vagos del barrio
8. Los prisioneros de Juana Gallo
9. La venganza del Peterete
10. La mordida de la víbora
11. La Llorona

### Episodi come serie indipendente (1973-1979)

#### Prima stagione (1973)
1. La casa de los fantasmas
2. Los duendes
3. La tribu perdida
4. Matrimonio por conveniencia
5. La explosión de gas
6. El caso del pastel envenenadizo
7. El fantasma del piel roja
8. La muerte del Cuajináis
9. Los costales caben en todo, sabiéndolos acomodar
10. Aventuras en Venus
11. El hombre lobo aullaba en español
12. Las bromas del tío Ramón
13. La isla de los hombres casi solos
14. Marcianos desanforizados
15. Cómo matar un Chapulín sin mortificar a la Sociedad Protectora de Animales
16. Una momia bastante egipcia
17. La casa de té de hierbabuena de la luna del 8 de agosto de 1974
18. El pistolero veloz
19. Hay hoteles tan higiénicos que hasta la cartera te limpian
20. El hombre invisible es tan antipático que nadie lo puede ver
21. De noche todos los gatos hacen miau
22. Cuando los juguetes vuelan
23. Un difunto bastante muerto
24. Prohibido tirar bombas en horas de oficina
25. El lugar donde más se ponen inyecciones se llama hospital
26. El bueno, el malo y el Chapulín
27. De los metiches líbranos, Señor
28. El hombre que costó 6 pesos
29. Los micrófonos están en la onda fresa

#### Seconda Stagione (1974)
1. No es lo mismo "los platillos voladores" que "los bolillos plateadores"
2. El caso de dos hombres que eran tan parecidos que eran idénticos, sobre todo uno de ellos
3. La bella durmiente era un señor muy feo 1
4. La bella durmiente era un señor muy feo 2
5. Los búfalos, los cazadores y otros animales
6. Chapulines vemos, cerebros no sabemos
7. En estos tiempos todo anda por las nubes, hasta los aviones
8. A pistola regalada, no le mires agujero
9. Lo malo de los fósiles es que son muy difósiles de encontrar
10. En las fotografías tamaño miñón, el Chapulín Colorado sale de cuerpo entero
11. Ladrón que roba a ladrón es traidor al sindicato
12. No por mucho amenazar, nos madrugan más temprano
13. Don Chapulín de la Mancha
14. En la casa del fantasma hasta los muertos se asustan
15. No es lo mismo "chapulines con agua" que "aguas con los chapulines"
16. La chicharra paralizadora
17. Ratas vemos, intenciones no sabemos
18. Conferencia sobre un Chapulín
19. Perdón, ¿aquí es donde vive el muerto?
20. El regreso de la chicharra paralizadora
21. Juan Sebastián Bach hizo muchas fugas, pero no se sabe de qué presidio
22. El disfraz, el antifaz y algo más 1
23. El disfraz, el antifaz y algo más 2
24. No te arrugues cuero viejo que te quiero pa’ tambor
25. La sortija de la bruja
26. De Chapulín, poeta y loco todos tenemos un poco
27. Los bebés ya no vienen de París, ahora vienen de Júpiter
28. No es lo mismo hacerse bolas con la magia que hacerse majes con la bola
29. No me molestes, mosquito
30. No se vale mano negra
31. ¿De casualidad no han visto por aquí al hombre invisible?
32. Después de Chapulín ahogado, tapen el pozo
33. Al que de plano le tomaron el pelo fue a Sansón
34. Aunque la jaula sea de oro, no deja de ser muy molesto eso de estar encerrao
35. Algún día los terrícolas llegarán a Marte, o por lo menos a estimarte
36. Aunque el Cuajináis se vista de seda, mono se queda
37. El anillo perdido
38. No es lo mismo "la casa se cae de vieja" que "la vieja se cae de la casa"

#### Terza stagione (1975)
1. No es lo mismo "las bombas de agua" que ¡aguas con la bomba!
2. La mordida de la víbora
3. De médico, Chapulín y loco todos tenemos un poco
4. Aventuras en un planeta habitado por salvajes, que aunque parezca mentira, no es la Tierra
5. La ropa limpia se ensucia en casa
6. Dinero llama a dinero. Ah, pero también al ratero
7. Un bandido bastante muerto
8. Colección de rateros
9. La ley del Chipote Chillón
10. Los antiguos piratas del Caribe sólo de vez en cuando desviaban a Cuba 1
11. Los antiguos piratas del Caribe sólo de vez en cuando desviaban a Cuba 2
12. Los antiguos piratas del Caribe sólo de vez en cuando desviaban a Cuba 3
13. Cuando los gemelos no son buenos cuates
14. Las momias no se venden. ¡Ah, pero cómo se vendan!
15. Con la ley del embudo, ni el Chapulín pudo
16. Explotar un negocio no significa que hay que ponerle una bomba
17. Donde manda Satanás, no gobierna un pobre diablo
18. La romántica historia de Juleo y Rumieta 1
19. La romántica historia de Juleo y Rumieta 2
20. Más mezcla, maistro
21. Jamás volveré a jugar apostando dinero y te apuesto lo que quieras a que cumplo
22. La mansión de los duendes
23. El regreso de la chicharra paralizadora
24. Un juguete llamado Chapulín
25. De Chapulín, cazador y loco todos tenemos un poco
26. Limosnero y con garrote
27. El fantasma del pirata
28. La que nace pa’ Cleopatra no pasa de Julio César
29. De que dicen a pelear, del cielo te caen las piedras
30. Lo chiflado no quita lo cantado
31. El extraño y misterioso caso del difunto que se murió
32. Marcianos desanforizados
33. Historia de un reloj que ni se adelantaba ni se atrasaba, sino todo lo contrario

#### Quarta stagione (1976)
1. En las guerras médicas, la bayoneta se llamaba bisturí
2. El misterio del abominable hombre de las nieves
3. Los costales caben en todo, sabiéndolos acomodar
4. El campeón de karate amaneció de mal karáter
5. Cuento de brujas
6. El hombre lobo aullaba en español
7. Las bombas hacen mucho daño en ayunas
8. Si los ventrílocuos hablan con el estómago, qué trompudos son los panzones
9. Hay ladrones que de plano hasta cometen falta de honradez
10. Las pirámides egipcias son piedra por fuera y momia por dentro
11. Se cambian cerebros a domicilio. Aceptamos su cerebro usado como enganche
12. No tiene la culpa el indio, sino el que lo hace Fernández
13. ¿Quién dijo que Sansón no tenía un pelo de tonto?
14. Hay hoteles tan higiénicos que hasta la cartera te limpian
15. Cómo aplastar a un Chapulín sin mortificar a la Sociedad Protectora de Animales
16. Un barrio tranquilo, tranquilo, tranquilo
17. De los delincuentes que se fugan, el más peligroso se llama gas
18. Si a ti te gusta el arte, métete al refrigerador
19. No se vale mano negra
20. Para un chaparro, bajar de la banqueta es caer al vacío
21. Historia de una vieja mina abandonada que data del siglo XVII y que está a punto de derrumbarse
22. La isla de los hombres casi solos
23. Un difunto bastante muerto
24. Ponte los audífonos y agarra la onda
25. Las caricaturas me hacen llorar
26. A Buffalo Bill le decían búfalo porque era bastante animal. Lo del apellido sí es mera coincidencia
27. Fotógrafos vemos, mañas no sabemos
28. Si los astronautas llegan a Marte, tú debes corresponder con un cariño igual
29. La bella durmiente era un señor muy feo 1
30. La bella durmiente era un señor muy feo 2
31. La bella durmiente era un señor muy feo 3
32. Todo queda en familia
33. ¿Es aquí donde vive el difunto?
34. El Chirrín Chirrión del diablo
35. No se dice "estuata", se dice "menumento"
36. No es lo mismo "el pelotón de la frontera" que "la pelotera del frontón"
37. Los valientes mueren pandeados
38. En la casa del fantasma hasta los muertos se asustan
39. Más vale una mujer joven, rica y bonita que una vieja, pobre y fea
40. El cofre del pirata

#### Quinta stagione (1977)
1. ¿Sabía usted que su vecino podría ser un marciano?
2. ¡Pero cómo has crecido, muchacho!
3. A pistola regalada, no le mires agujero 1
4. A pistola regalada, no le mires agujero 2
5. Las ratas no usan reloj
6. No es lo mismo antigüedades que vejestorios
7. Más vale ratero en jaula que ciento robando
8. Perdón, ¿aquí es donde vive el muerto?
9. Los automóviles se afinan en do mayor
10. No seas torpe, Chapulín
11. Allá en el techo había un chorrito, se hacía grandote, se hacía chiquito
12. Más vale silla en la mano que me siento volando
13. El misterio del Mandarín Celeste
14. Prohibido pisar el piso
15. El lugar donde se ponen más inyecciones se llama hospital
16. Chipote Chillón calibre 45
17. Matrimonio y mortaja, lana sube y lana baja
18. El fantasma del piel roja
19. Un Chapulín en Acapulco
20. Ahora sí te están comiendo el mandado
21. El retorno de la chicharra paralizadora
22. Sansón se quedó pelón
23. A mí, mis timbres
24. Yo al hombre invisible no lo puedo ver ni en pintura
25. Los animales viajan en platillo volador
26. Cachando sin guante
27. El cadáver muerto de un difunto que falleció al morir
28. Muñecos vemos, rateros no sabemos
29. No es lo mismo "las bombas de agua" que ¡aguas con la bomba!
30. Por más que pese no pasa del piso del pozo
31. Todo sube, hasta los aviones 1
32. Todo sube, hasta los aviones 2
33. Bolita, por favor
34. Los bebés ya no vienen de París, ahora vienen de Júpiter
35. Melodía bastante inmortal
36. Y de salud, ¿cómo anda el muerto?
37. ¿Duende está el dónde? Eh, perdón, ¿dónde está el duende?
38. Los del norte corren mucho y los del sur se quedarán tras, tras, tras, tras
39. El niño que mandó sus juguetes a volar 1
40. El niño que mandó sus juguetes a volar 2
41. No son todos los que están, ni están todos los que son
42. El caso del pastel envenenadizo
43. Todos caben en un cuartito, sabiéndolos acomodar
44. Lo malo de las fotografías es que salen movidas

#### Sesta stagione (1978)
1. Más vale cien fantasmas volando que uno en la mano
2. Casi un velorio
3. Se regalan ratones
4. Blancanieves y los siete Churi Churín Fun Flais 1
5. Blancanieves y los siete Churi Churín Fun Flais 2
6. Blancanieves y los siete Churi Churín Fun Flais 3
7. Juego de manos es de boxeadores
8. En las peluquerías es fácil hallar pelados
9. A la víbora, víbora de la mar
10. Las estatuas no dicen "chanfle"
11. No es lo mismo "la casa se cae de vieja" que "la vieja se cae de la casa"
12. Con la ley del embudo, ni el Chapulín pudo
13. Las pulgas amaestradas
14. La sortija de la bruja
15. Aristócratas vemos, rateros no sabemos
16. Don Chapulín de la Mancha
17. El retorno de Súper Sam
18. Al hombre lobo le hacen daño las caperucitas verdes
19. Dinero llama a dinero, pero también al ratero
20. La mansión de los fantasmas
21. La amenaza del mosquito biónico
22. La función debe continuar 1
23. La función debe continuar 2
24. La función debe continuar 3
25. La función debe continuar 4
26. La función debe continuar 5
27. La función debe continuar 6
28. Érase un hombre a una nariz pegado
29. Los piratas de Pittsburgh, perdón, del Caribe 1
30. Los piratas de Pittsburgh, perdón, del Caribe 2
31. My fair lady que en español, quiere decir que a mi dama la fue como en feria
32. No es lo mismo "Pancracio se enfermó del colon" que "Colón se enfermó de páncreas"
33. Los hombres vampiro no saben hacer otra cosa más que andar chupando sangre
34. El Chapulín es buen mozo
35. La historia de don Juan Tenorio
36. Lo bueno de tomar fotografías es cuando te salen movidas
37. El sastrecillo valiente 1
38. El sastrecillo valiente 2
39. El sastrecillo valiente 3
40. El sastrecillo valiente 4
41. El rey de los disfraces

#### Settima stagione (1979)
1. La ociosidad es la madre de un amigo mío
2. Tiene manita, no tiene manita, porque la tiene desconchabadita
3. El regreso de la chicharra paralizadora
4. Jamás volveré a jugar apostando dinero y te apuesto lo que quieras a que cumplo
5. La romántica historia de Julio y Rumieta 1
6. La romántica historia de Julio y Rumieta 2
7. No te arrugues cuero viejo que te quiero pa’ tambor
8. Limosneros vemos, millonarios no sabemos
9. El regreso del Rascabuches
10. De los delincuentes que se fugan, el más peligroso se llama gas
11. El pintor se fue de pinta
12. Más mezcla, maistro
13. La que nace pa’ Cleopatra no pasa de Julio César
14. Se cambian cerebros a domicilio. Aceptamos su cerebro usado como enganche
15. Cómo convertirse en héroe en cuatro fáciles lecciones
16. El disfraz, el antifaz y algo más 1
17. El disfraz, el antifaz y algo más 2
18. El besito de las buenas noches
19. Bebé de carne sin hueso
20. De torpe, Chapulín y loco todos tenemos un poco
21. Al robot se le infectaron los transistores
22. Hay que explotar el negocio
23. ¿Quién lleva aquí los pantalones?
24. La última escena

## Popolarità e attori

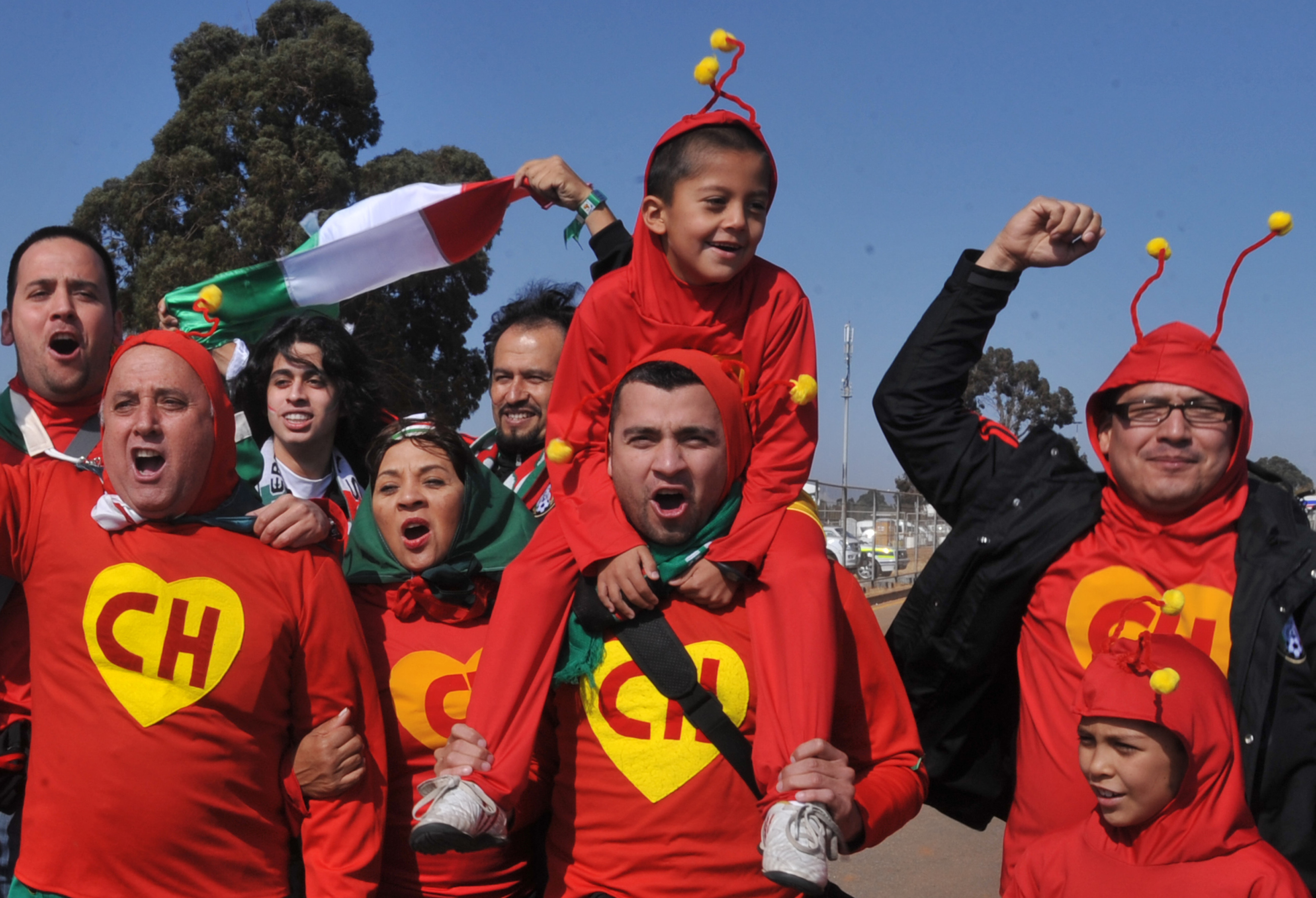
Tifosi vestiti da Chapulín Colorado durante il campionato mondiale di calcio 2010, esempio della popolarità di Chespirito e della squadra di calcio del Messico.

El Chapulín Colorado gode di grande popolarità in América Latina, Estados Unidos e in altri paesi, anche se spesso inferiore a quella della sua produzione gemella, El Chavo del Ocho.
Come queste, le sue repliche continuano a trasmesse in diversi Paesi. Gli attori di El Chavo del Ocho facevano parte, allo stesso tempo, del cast di El Chapulín Colorado: Roberto Gómez Bolaños (El Chapulín Colorado/El Chavo), María Antonieta de las Nieves (La Chilindrina e Doña Nieves), Ramón Valdés (Don Ramón), Rubén Aguirre (El Profesor Jirafales), Carlos Villagrán (Quico), Florinda Meza (Doña Florinda e La Popis), Édgar Vivar (El Señor Barriga e Ñoño), Raúl «Chato» Padilla (Jaimito el cartero), Angelines Fernández (Doña Clotilde) e Horacio Gómez Bolaños (Godínez). Oltre a interpretare il ruolo del Chapulín Colorado, Chespirito a volte interpretava anche il ruolo del Doctor Chapatín, in sketch che talvolta precedevano le avventure dell'eroe.
Anche altri attori di El Chavo apparivano, ma con minore frequenza. La diversità fisica del cast principale di attori di Gómez Bolaños permetteva una grande varietà di personaggi nelle avventure, con una storia nuova ogni settimana.
El Chapulín Colorado era un eroe di ubicazione geografica e temporale indeterminata: le sue avventure potevano svolgersi nell'antica Cina, a Londra, nelle Alpi Svizzere, nell'epoca dell'Inquisizione, su navi pirata, nel vecchio West contro Buffalo Bill, nella Germania nazista (in un episodio in cui Chespirito interpretò un doppio ruolo, come il Chapulín e come lo stesso Adolf Hitler, nello stile de Il Grande Dittatore di Charles Chaplin), o nello spazio esterno; e i suoi nemici variavano dall'Yeti alle mummie egizie, senza dimenticare che a volte interagiva con personaggi della letteratura come i protagonisti di Romeo e Giulietta (qui chiamati Juleo e Romieta), ai quali in un'occasione aiutò a realizzare il loro amore.

## Pioniere negli effetti visivi
Va sottolineato che in El Chapulín Colorado, Gómez Bolaños, insieme al suo team di produzione, fece ampio uso del sistema di schermo verde Chroma Key, lo stesso che veniva utilizzato in El Chavo del Ocho per far sembrare che il Signor Barriga e Ñoño fossero due persone distinte, così come accadeva con La Popis e Doña Florinda o Doña Nieves e La Chilindrina; persino nell'episodio "Todo queda en familia", il Chapulín si reca nel quartiere del Chavo, che gli chiede aiuto, facendo apparire entrambi i personaggi insieme. Nel caso di El Chapulín Colorado, veniva usato per ottenere effetti visivi che rendevano le avventure del goffo supereroe più interessanti. Sebbene un po' grezzi secondo gli standard attuali, all'epoca riuscirono a ottenere effetti sorprendenti come fluttuare, fare acrobazie impossibili, sollevare oggetti pesanti (come una poltrona) con una sola mano, combattere contro marziani, creature strane, streghe e ogni tipo di mostro, e soprattutto per ottenere l'effetto di riduzione fisica grazie alle sue famose "pastiglie di chiquitolina", che usava con grande parsimonia per passare sotto le porte, infiltrarsi in luoghi pericolosi o risolvere qualsiasi problema che richiedesse di cambiare le dimensioni.
Questa innovazione, già conosciuta nella televisione messicana ma raramente utilizzata, conferì a El Chapulín Colorado la distinzione di essere praticamente l'unica commedia di finzione e avventura trasmessa in quel paese.

## Serie animata
Il 28 aprile 2014 è stata annunciata una serie animata su questo eroe, intitolata anch'essa El Chapulín Colorado, che è stata trasmessa nel primo trimestre del 2015. È stata prodotta da Ánima Estudios, che si era occupata della serie precedente, El Chavo Animado. A differenza di quest'ultima, che raccontava la storia di quel bambino e dell'intero quartiere, la serie di El Chapulín Colorado aveva come unico protagonista il personaggio del Chapulín.

## Film animato
Nel maggio del 2017, Roberto Gómez Fernández rivelò che era in sviluppo un adattamento cinematografico animato di El Chapulín Colorado. Il 6 ottobre 2019, fu annunciato che Gómez Fernández aveva iniziato a lavorare sulla sceneggiatura. Successivamente, nello stesso mese, Gómez Fernández rivelò che la produzione del film era ufficialmente iniziata. Aggiunse anche che il film si sarebbe svolto in un universo condiviso con i personaggi creati da Chespirito.

## Altri media
Il creatore de I Simpson, Matt Groening, ha creato il personaggio Uomo Ape ispirandosi al Chapulín Colorado; questo accadde perché un giorno lo vide in televisione mentre si trovava in un motel.
Nel 2017, Marvel Comics ha creato Red Locust, un personaggio femminile basato sul supereroe fittizio El Chapulín Colorado. Red Locust è stato creato da Mark Waid e Humberto Ramos come omaggio al produttore e attore messicano Roberto Gómez Bolaños.
El Chapulín Colorado è un personaggio giocabile e scaricabile nel gioco mobile El Chavo Kart, dove fa il suo debutto nei videogiochi.
El Chapulín Colorado appare anche come personaggio giocabile nel videogioco Fortnite: Battle Royale, insieme ad altri personaggi originali del gioco, indossando il suo iconico costume e brandendo il suo leggendario Chipote Chillón come piccone specializzato.
Nel 2022, il videogioco Fall Guys ha incluso il costume di El Chapulín Colorado con il suo gesto "¡Síganme los buenos!" ("Mi seguano i buoni!").
Nel 2023, El Chapulín Colorado ha avuto una breve apparizione nel film della DC Comics Blue Beetle.